# Émile-Louis Foubert

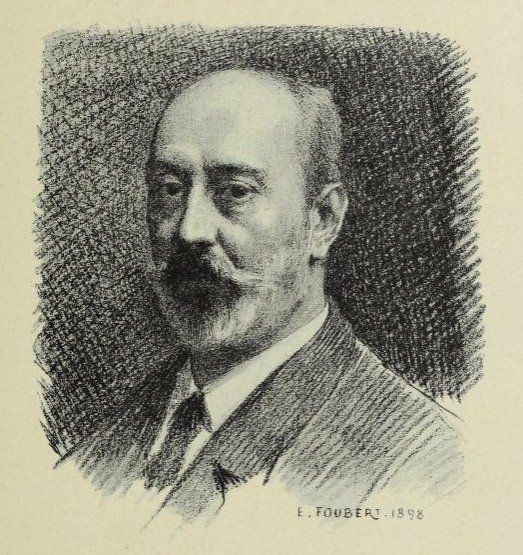
Émile-Louis Foubert, Selbstporträt

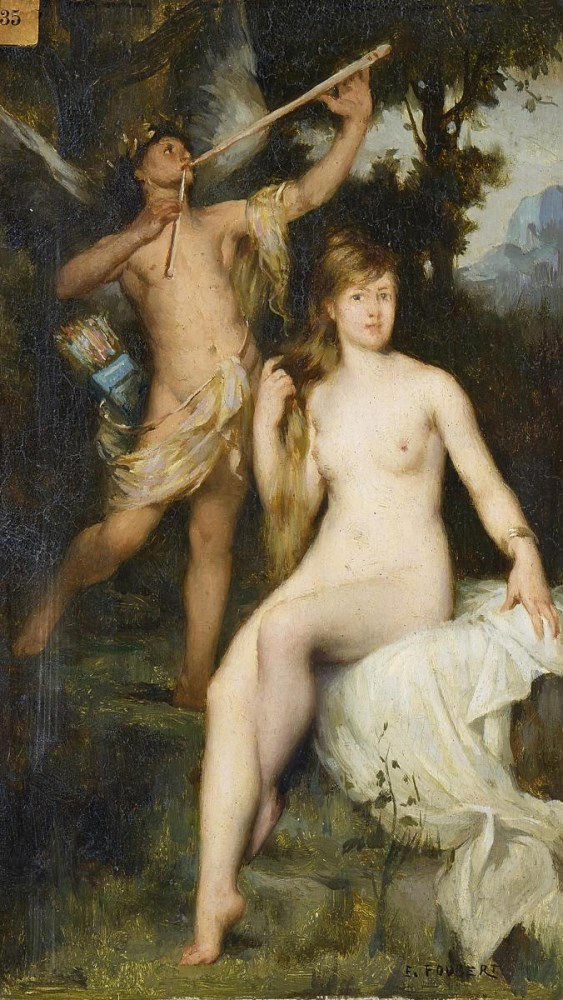
Pan und Nymphe in einer Landschaft

Émile-Louis Foubert (* 1848 in Paris; † 1911 ebenda) war ein französischer Historien- und Aktmaler.
Foubert war Schüler in den Pariser Ateliers von Léon Bonnat, Charles Busson und Henri Léopold Lévy.
Er schuf Bilder zu mythologischen, allegorischen, anfangs auch religiösen Themen, sowie Porträts und Landschaftsbilder. Er stellte seine Werke ab 1875 auf den Salons der Société des Artistes Français aus. Er wurde 1884 Mitglied dieser Société. Ab etwa 1900 malte er nur Phantasielandschaften mit Nymphen und Sylphiden.